# Выборы в Законодательное собрание Оренбургской области (2016)
Выборы депутатов Законодательного собрания Оренбургской области шестого созыва состоялись в Оренбургской области 18 сентября 2016 года в единый день голосования, одновременно с выборами в Государственную думу РФ. Выборы прошли по смешанной избирательной системе: из 47 депутатов 24 были избраны по партийным спискам (пропорциональная система), другие 23 — по одномандатным округам (мажоритарная система). Для попадания в заксобрание по пропорциональной системе партиям необходимо преодолеть 5%-й барьер. Срок полномочий депутатов — пять лет.
На 1 января 2016 года в области было зарегистрировано 1 613 512 избирателей. Явка составила 41,59 %.

## Ключевые даты
- 3 июня Избирательная комиссия Оренбургской области утвердила календарный план мероприятий по подготовке и проведению выборов.[2]
- 14 июня Законодательное собрание Оренбургской области назначило выборы на 18 сентября 2016 года (единый день голосования).[3]
  - 17 июня постановление о назначении выборов было опубликовано в СМИ.
- с 18 июня по 18 июля — период выдвижения кандидатов и списков.[2]
  - агитационный период начинается со дня выдвижения и заканчивается и прекращается за одни сутки до дня голосования.[2]
- по 23 июля — период представления документов для регистрации кандидатов и списков.[2]
- с 20 августа по 16 сентября — период агитации в СМИ.[2]
- 17 сентября — день тишины.[2]
- 18 сентября — день голосования.

## Участники
28 июня 2016 года Избирательная комиссия Оренбургской области определила список 5 политических партий, получивших право быть зарегистрированными без сбора подписей избирателей:
- Единая Россия
- Коммунистическая партия Российской Федерации
- Справедливая Россия
- ЛДПР — Либерально-демократическая партия России
- Яблоко

### Выборы по партийным спискам
По единому округу партии выдвигали списки кандидатов. Для регистрации выдвигаемого списка партиям требовалось собрать от 8068 до 8875 подписей избирателей (0,5 % от числа избирателей).
| 1 | Яблоко                                          | Георги Лазаров • Владимир Тишин                           | 13 | 28 | зарегистрирован                                            |
| 2 | Единая Россия                                   | Юрий Берг • Сергей Грачёв • Жанна Ермакова                | 23 | 75 | зарегистрирован                                            |
| 3 | Патриоты России                                 | Сергей Бенцман • Рушания Аббасова • Сергей Химич          | 15 | 33 | зарегистрирован                                            |
| 4 | Справедливая Россия                             | Сергей Миронов • Владимир Фролов                          | 23 | 67 | зарегистрирован                                            |
| 5 | Партия Роста                                    | Дидар Туршинов • Александр Бородин • Вера Рындина         | 14 | 32 | зарегистрирован                                            |
| 6 | Коммунистическая партия Российской Федерации    | Владимир Новиков • Максим Амелин • Сергей Романенко       | 23 | 91 | зарегистрирован                                            |
| 7 | ЛДПР — Либерально-демократическая партия России | Владимир Жириновский • Андрей Луговой • Сергей Катасонов  | 23 | 55 | зарегистрирован                                            |
| — | Защитники Отечества                             | Александр Коваленко • Александр Зайцев • Николай Калибров | 22 | 51 | отказано в регистрации (недостаточное количество подписей) |
| *Региональная группа соответствует одному одномандатному округу и должна включать от 2 до 5 кандидатов. Региональных групп должно быть от 12 до 23. |                                                 |                                                           |    |    |                                                            |
| **Без учёта выбывших кандидатов. |                                                 |                                                           |    |    |                                                            |

### Выборы по округам
По 23 одномандатным округам кандидаты выдвигались как партиями, так и путём самовыдвижения. Кандидатам требовалось собрать 3 % подписей от числа избирателей соответствующего одномандатного округа.
| Партия | Партия              | Кандидатов | Кандидатов       |
| Партия | Партия              | Выдвинуто  | Зарегистрировано |
| ------ | ------------------- | ---------- | ---------------- |
|        | Единая Россия       | 23         | 23               |
|        | Защитники Отечества | 14         | 1                |
|        | КПРФ                | 22         | 22               |
|        | ЛДПР                | 22         | 22               |
|        | Справедливая Россия | 22         | 21               |
|        | Яблоко              | 12         | 12               |
|        | Самовыдвижение      | 19         | 11               |
| Всего  | Всего               | 134        | 112              |

| №  | Состав                                                                                              | Избирателей |
| -- | --------------------------------------------------------------------------------------------------- | ----------- |
| 1  | Северный район, город Бугуруслан, Бугурусланский район                                              | 68 401      |
| 2  | город Бузулук                                                                                       | 63 992      |
| 3  | Бузулукский район, Грачёвский район, Курманаевский район, Первомайский район                        | 74 914      |
| 4  | Абдулинский городской округ, Матвеевский район, Асекеевский район, Пономаревский район              | 66 113      |
| 5  | Сорочинский городской округ, Тоцкий район                                                           | 62 591      |
| 6  | Красногвардейский район, Александровский район, Октябрьский район, Шарлыкский район                 | 64 976      |
| 7  | Илекский район, Новосергиевский район, Ташлинский район                                             | 69 927      |
| 8  | Сакмарский район, Тюльганский район, Саракташский район                                             | 72 652      |
| 9  | частично город Оренбург                                                                             | 64 863      |
| 10 | частично город Оренбург, Оренбургский район                                                         | 77 094      |
| 11 | частично город Оренбург                                                                             | 75 401      |
| 12 | частично город Оренбург                                                                             | 73 591      |
| 13 | частично город Оренбург, Оренбургский район                                                         | 76 555      |
| 14 | частично город Оренбург                                                                             | 77 069      |
| 15 | Переволоцкий район, частично Оренбургский район                                                     | 77 394      |
| 16 | Акбулакский район, Беляевский район, Соль-Илецкий городской округ                                   | 77 238      |
| 17 | Кувандыкский городской округ, город Медногорск                                                      | 62 079      |
| 18 | город Новотроицк                                                                                    | 77 284      |
| 19 | Гайский городской округ, Новоорский район                                                           | 64 119      |
| 20 | частично город Орск                                                                                 | 57 940      |
| 21 | частично город Орск                                                                                 | 73 884      |
| 22 | частично город Орск                                                                                 | 72 521      |
| 23 | Адамовский район, Кваркенский район, Светлинский район, Ясненский городской округ, ЗАТО Комаровский | 67 868      |

## Результаты
| Место                      | Место                      | Партия                     | по областным спискам | по областным спискам | по областным спискам | по одно- мандатным округам | всего         | всего   |
| Место                      | Место                      | Партия                     | Голоса               | %                    | Получено мест        | Получено мест              | Получено мест | %       |
| -------------------------- | -------------------------- | -------------------------- | -------------------- | -------------------- | -------------------- | -------------------------- | ------------- | ------- |
|                            | 1.                         | «Единая Россия»            | 271 470              | 41,05 %              | 12                   | 22                         | 34            | 72,34 % |
|                            | 2.                         | ЛДПР                       | 152 247              | 23,02 %              | 6                    | 0                          | 6             | 12,77 % |
|                            | 3.                         | КПРФ                       | 136 297              | 20,61 %              | 5                    | 1                          | 6             | 12,77 % |
|                            | 4.                         | «Справедливая Россия»      | 51 855               | 7,84 %               | 1                    | 0                          | 1             | 2,13 %  |
|                            |                            |                            |                      |                      |                      |                            |               |         |
|                            | 5.                         | «Яблоко»                   | 13 385               | 2,02 %               | 0                    | 0                          | 0             | 0 %     |
|                            | 6.                         | Партия Роста               | 9038                 | 1,37 %               | 0                    | —                          | 0             | 0 %     |
|                            | 7.                         | «Патриоты России»          | 8528                 | 1,29 %               | 0                    | —                          | 0             | 0 %     |
|                            |                            | «Защитники Отечества»      | —                    | —                    | —                    | 0                          | 0             | 0 %     |
|                            |                            | Самовыдвижение             | —                    | —                    | —                    | 0                          | 0             | 0 %     |
| Недействительные бюллетени | Недействительные бюллетени | Недействительные бюллетени | 18 562               | 2,81 %               |                      |                            |               |         |
| Всего                      | Всего                      | Всего                      | 661 382              | 100 %                | 24                   | 23                         | 47            | 100 %   |

## Победители в одномандатных округах ЗСО
| Округ | Кандидат                          | Субъект выдвижения | %       |
| ----- | --------------------------------- | ------------------ | ------- |
| 1     | Аверьянов Геннадий Михайлович     | Единая Россия      | 59,12 % |
| 2     | Дикман Иван Иванович              | Единая Россия      | 38,81 % |
| 3     | Салмин Сергей Александрович       | Единая Россия      | 44,00 % |
| 4     | Давлятов Ильдус Ядкарович         | Единая Россия      | 61,91 % |
| 5     | Бабин Сергей Анатольевич          | Единая Россия      | 47,10 % |
| 6     | Жарков Александр Николаевич       | Единая Россия      | 46,84 % |
| 7     | Коньков Александр Фёдорович       | Единая Россия      | 40,25 % |
| 8     | Аникеев Андрей Анатольевич        | Единая Россия      | 43,99 % |
| 9     | Кузнецов Александр Анатольевич    | Единая Россия      | 37,68 % |
| 10    | Зеленцов Денис Генадьевич         | Единая Россия      | 42,57 % |
| 11    | Куниловский Александр Анатольевич | Единая Россия      | 42,39 % |
| 12    | Фахрутдинов Дамир Ильдусович      | Единая Россия      | 37,32 % |
| 13    | Димов Олег Дмитриевич             | Единая Россия      | 44,38 % |
| 14    | Трубников Александр Сергеевич     | Единая Россия      | 45,42 % |
| 15    | Кияев Владимир Александрович      | Единая Россия      | 58,01 % |
| 16    | Лукьянов Анатолий Фёдорович       | Единая Россия      | 34,76 % |
| 17    | Гусейн Сергей Сейффулаевич        | КПРФ               | 32,62 % |
| 18    | Маслов Евгений Владимирович       | Единая Россия      | 46,09 % |
| 19    | Малюшин Евгений Николаевич        | Единая Россия      | 52,47 % |
| 20    | Тишин Василий Владимирович        | Единая Россия      | 35,40 % |
| 21    | Швецов Аркадий Владимирович       | Единая Россия      | 27,65 % |
| 22    | Алкулов Ермек Кунакбаевич         | Единая Россия      | 40,30 % |
| 23    | Алейников Сергей Николаевич       | Единая Россия      | 38,32 % |